# Rajongemeinde Švenčionys
Die Rajongemeinde Švenčionys  ist eine 84 Kilometer nördlich von Vilnius gelegene  Rajongemeinde in Litauen.

## Orte
Die Rajongemeinde (Švenčionių rajono savivaldybė) umfasst:
- 3 Städte
  - Švenčionys – 5684
  - Švenčionėliai – 6923
  - Pabradė – 6525

- 3 Städtchen (miesteliai):
  - Adutiškis – 778
  - Kaltanėnai
  - Labanoras

- 602 Dörfer, darunter:
  - Cirkliškis – 579
  - Pavoverė – 423
  - Prienai – 414
  - Karkažiškė – 365
  - Sena Pašaminė – 359
  - Svirkos – 359

## Amtsbezirke
- Adutiškis
- Cirkliškis
- Kaltanėnai
- Labanoras
- Magūnai
- Pabradė
- Pabradė Stadt
- Sariai

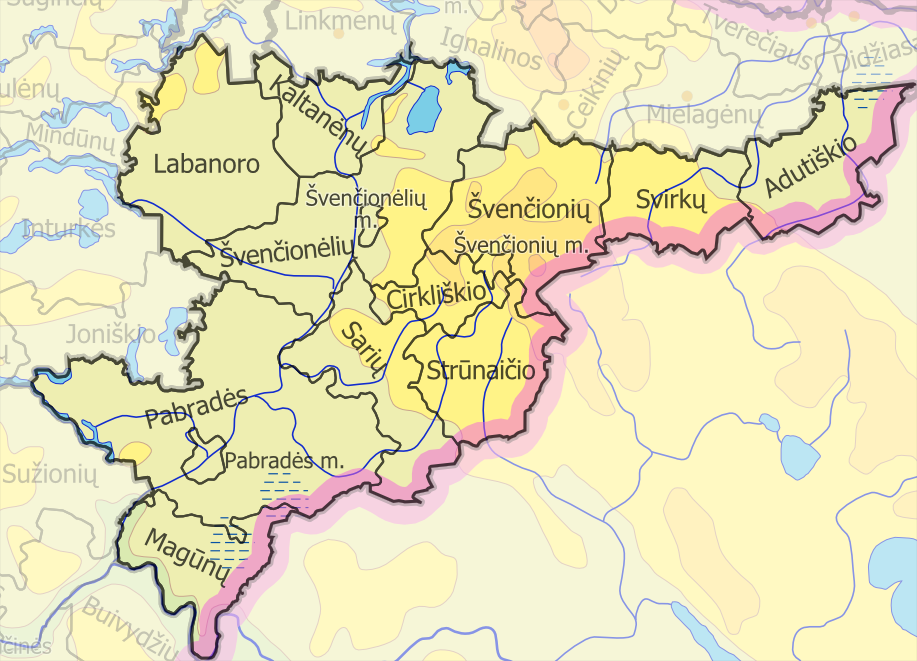
Amtsbezirke der Rajongemeinde Švenčionys

- Strūnaitis (Sitz in Naujas Strūnaitis)
- Svirkos
- Švenčionėliai
- Švenčionėliai Stadt
- Švenčionys
- Švenčionys Stadt

## Weiteres
Im Bereich der Rajongemeinde Švenčionys liegt der Regionalpark Labanoras.

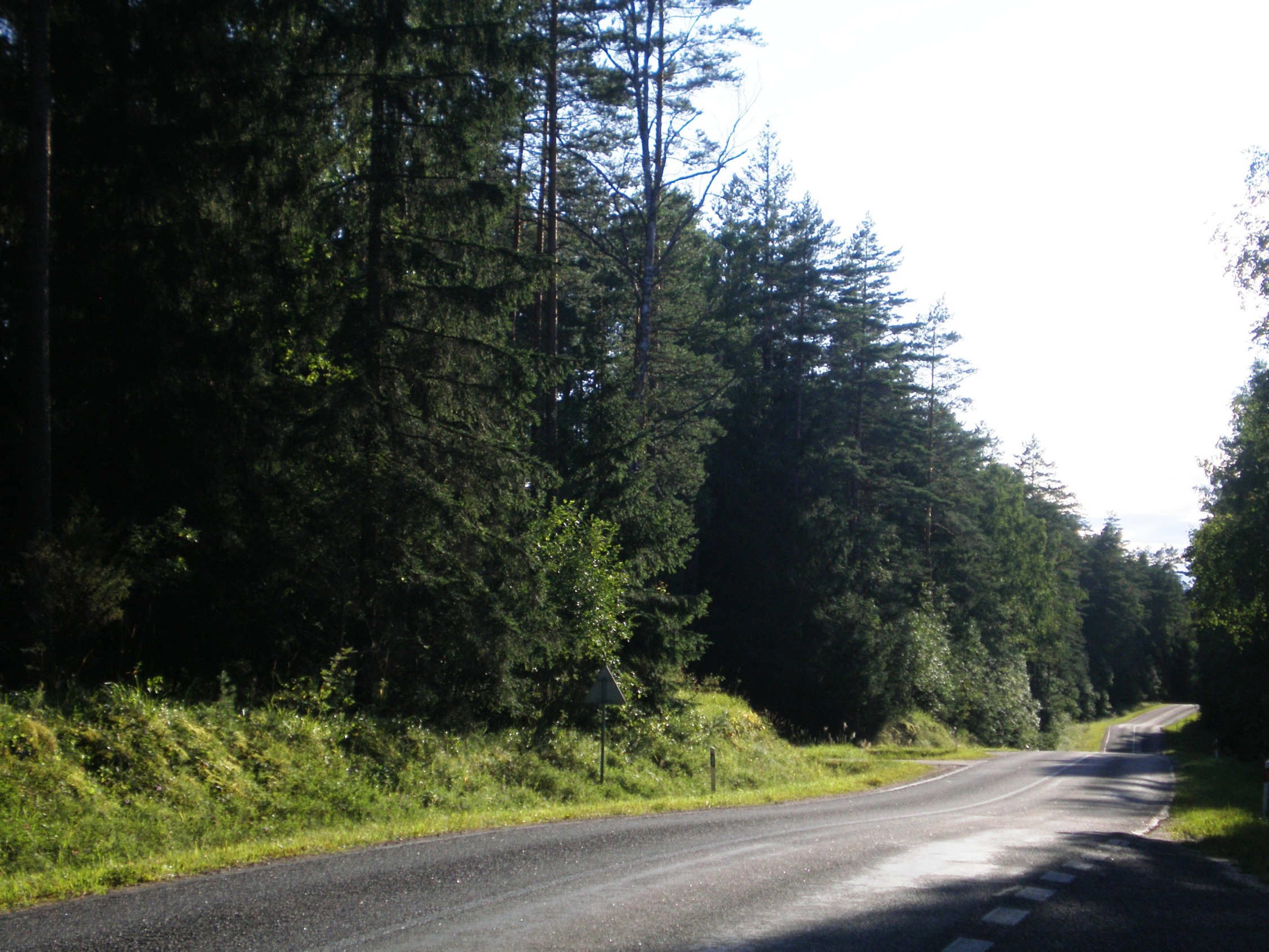
Forst Labonaros
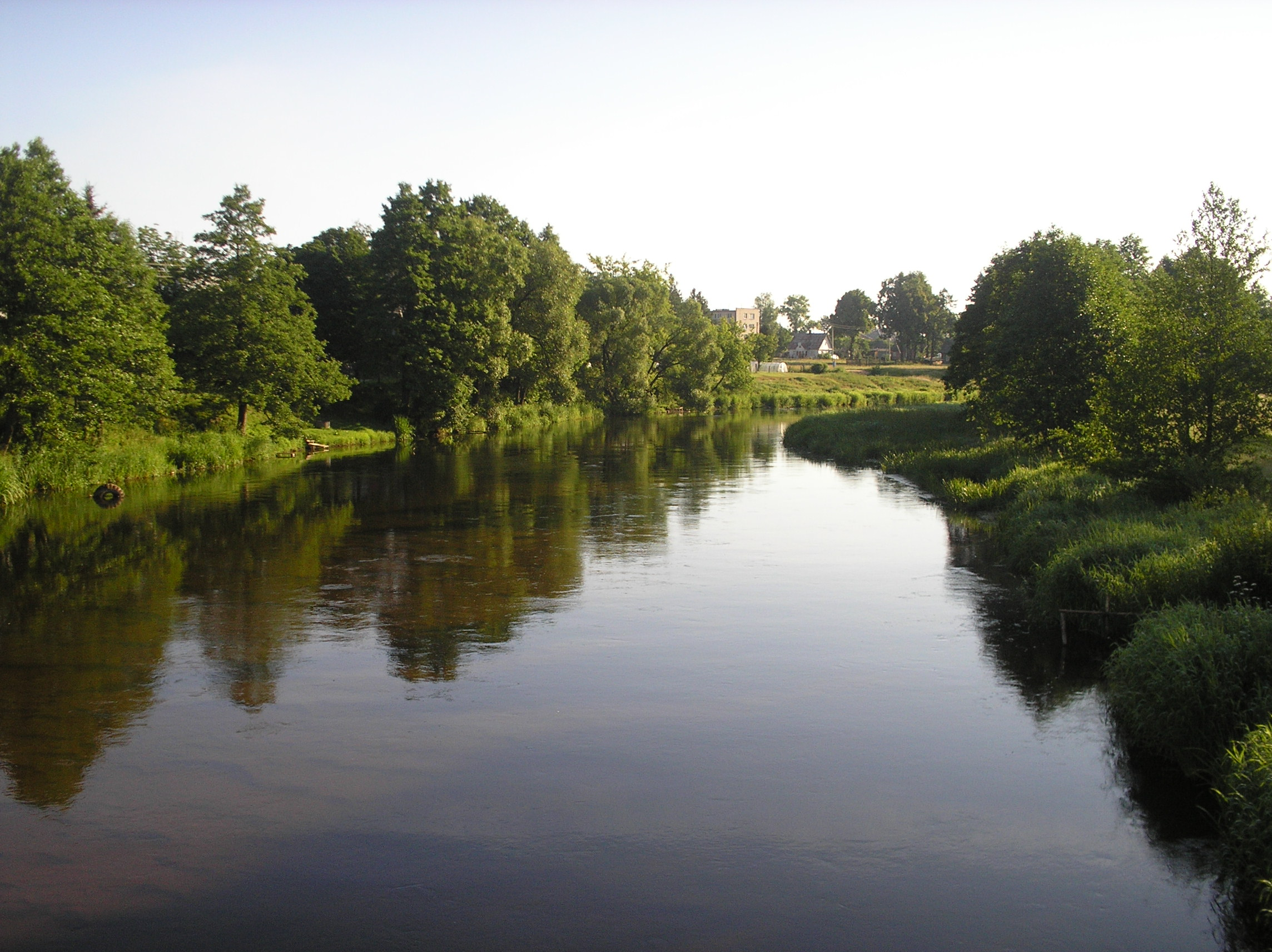
Die Žeimena
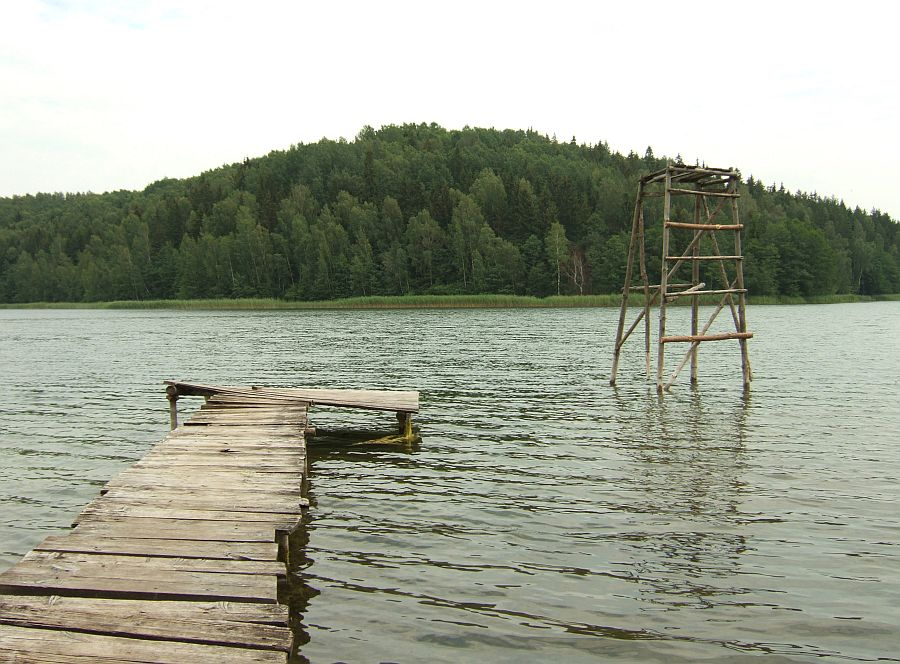
Vajuonissee
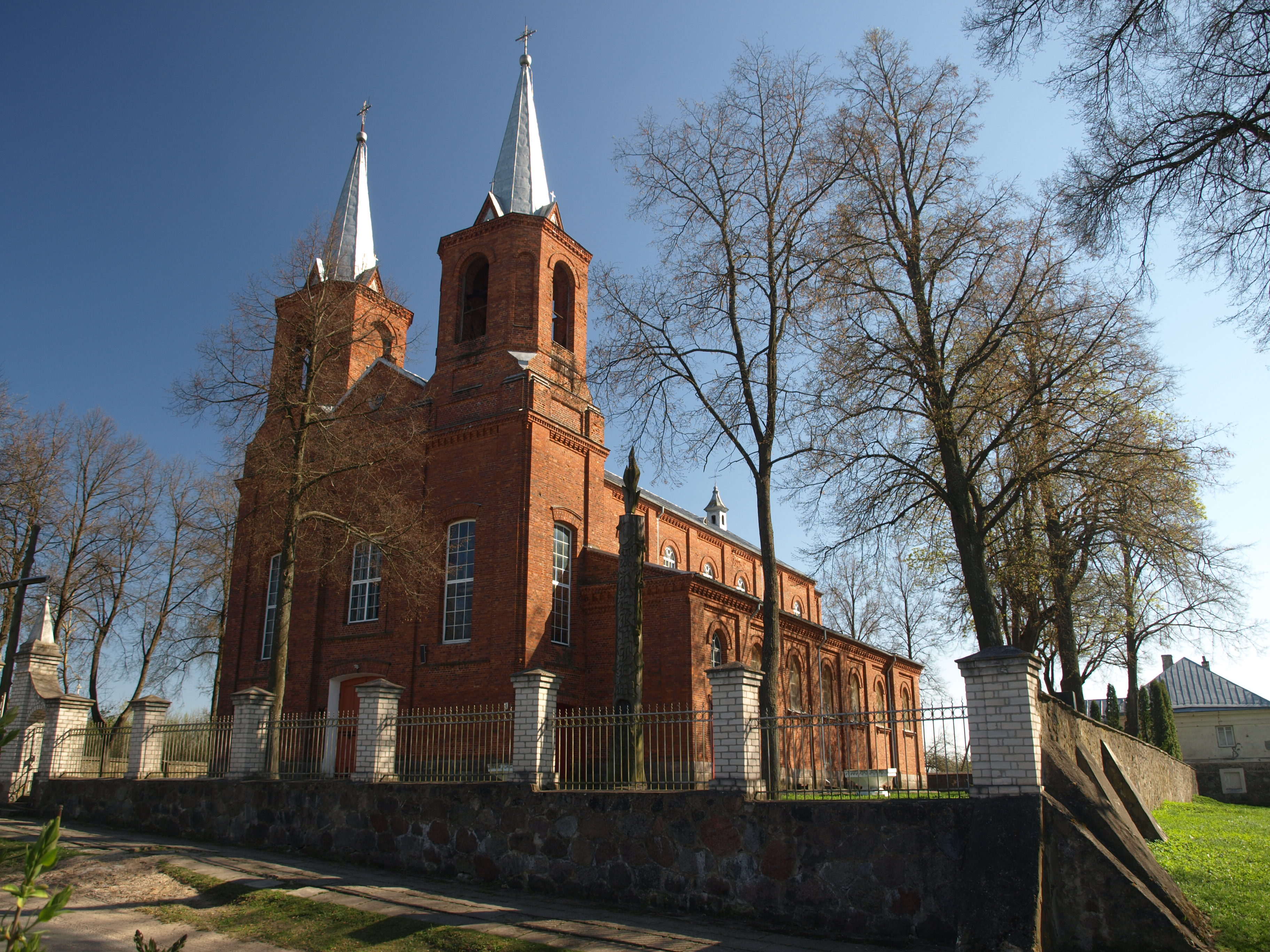
Adutiškis Katholische Kirche der Jungfrau Maria Skapulier, erbaut von 1904 bis 1913
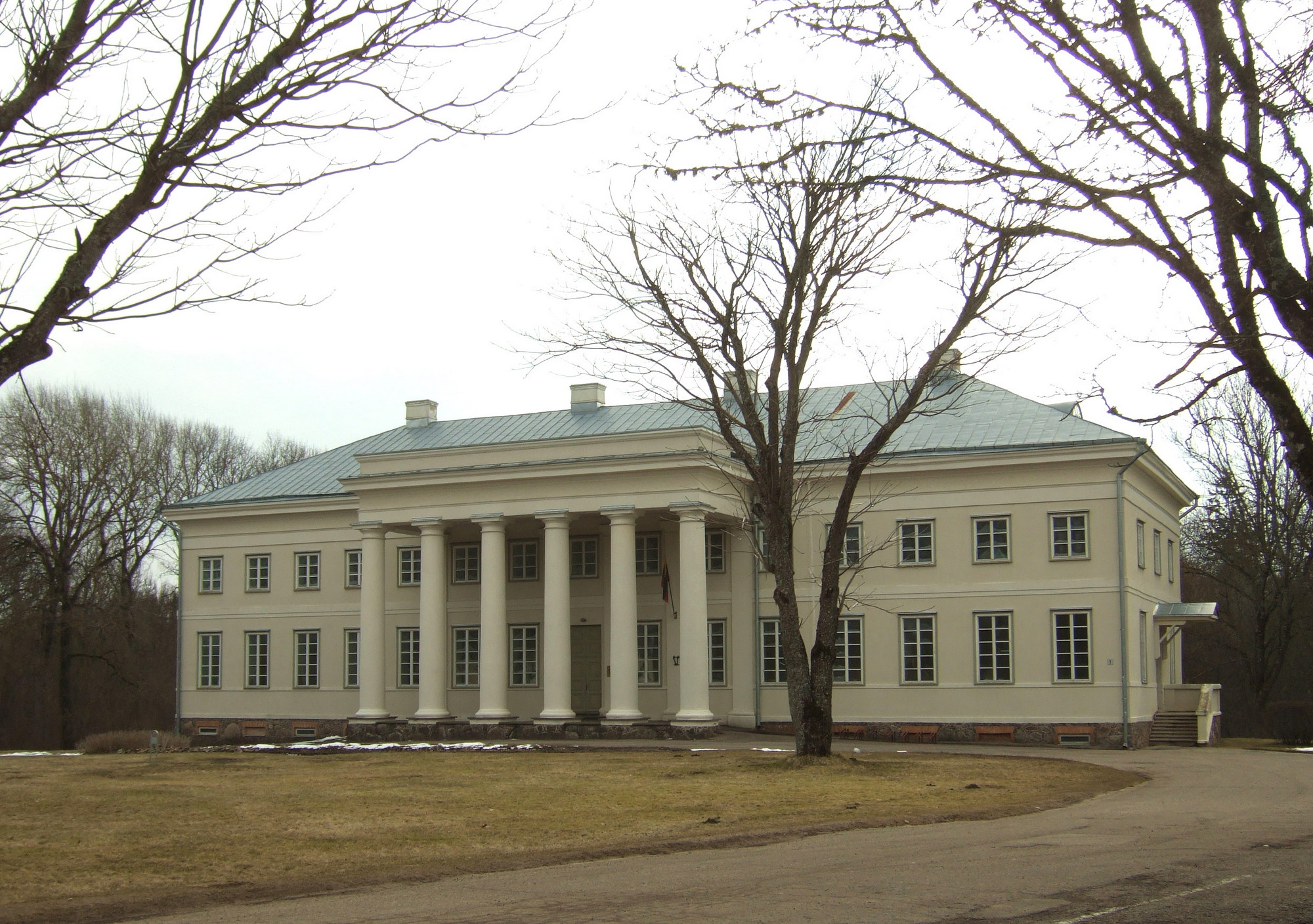
Schloss Cirkliškis, 1830 errichtet
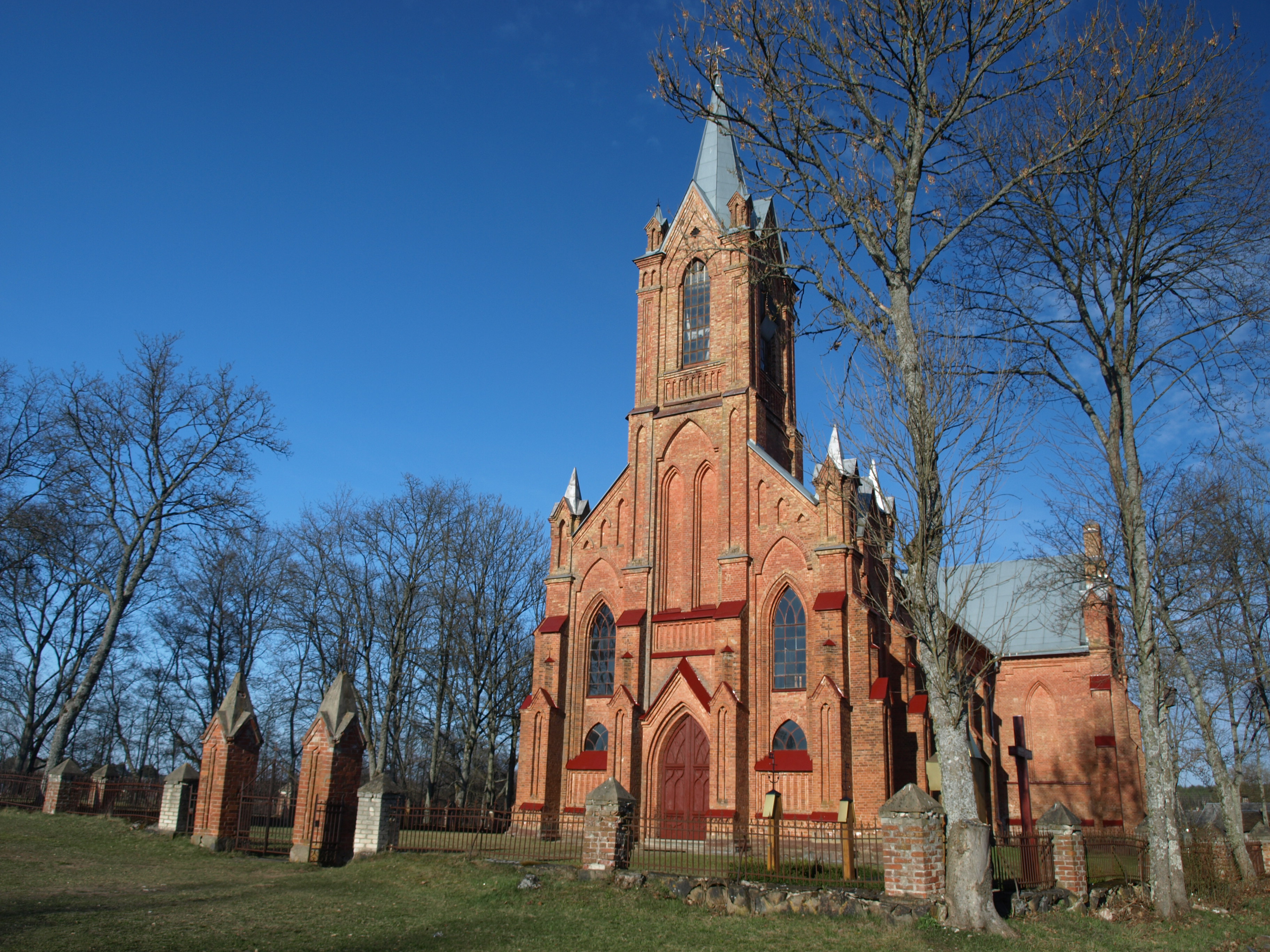
Kaltanėnai Katholische Kirche der Jungfrau Maria der Engel, erbaut von 1903 bis 1909
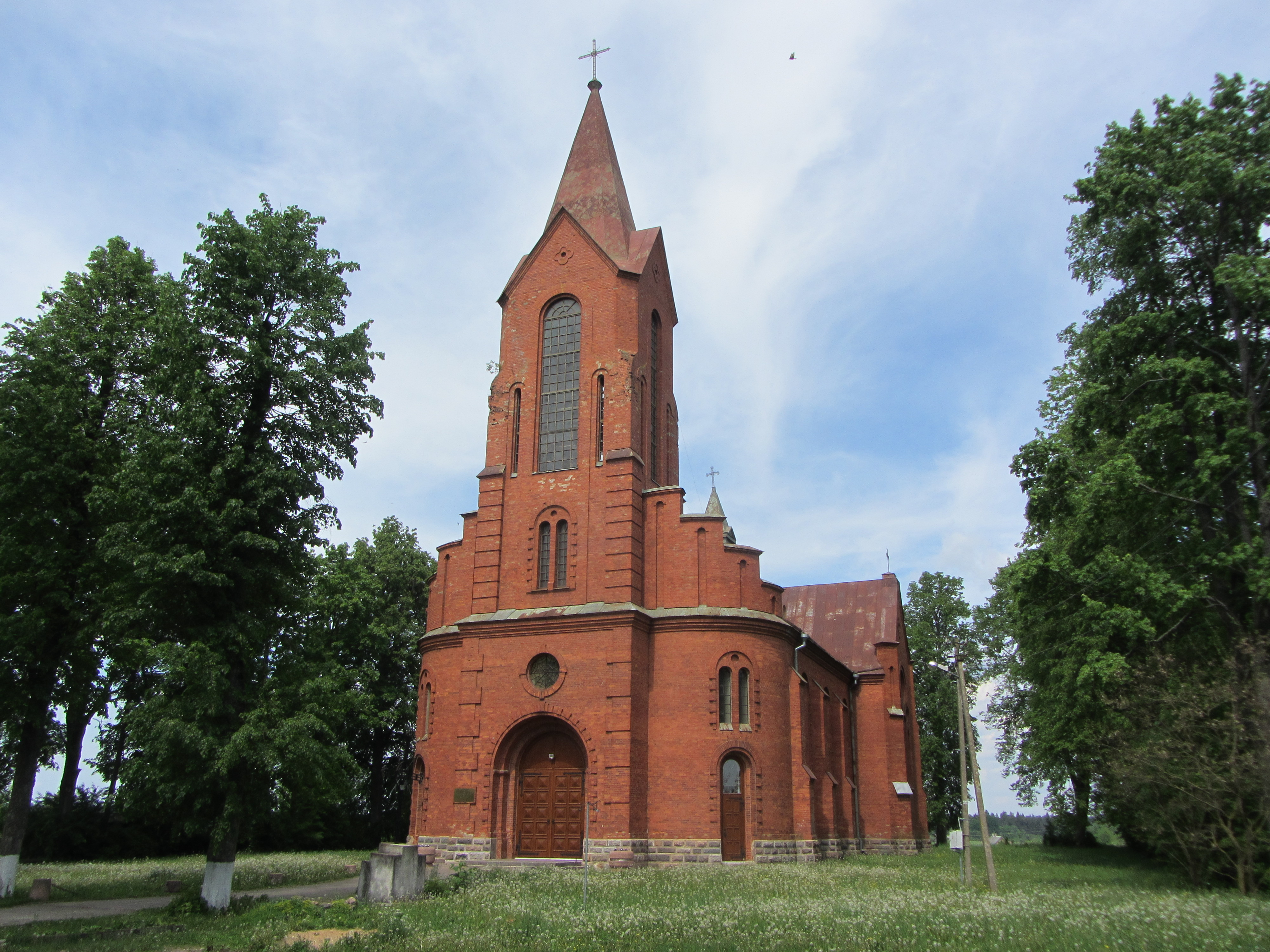
Karkažiškė Katholische Kirche der Apostel Petrus und Paulus, erbaut 1913
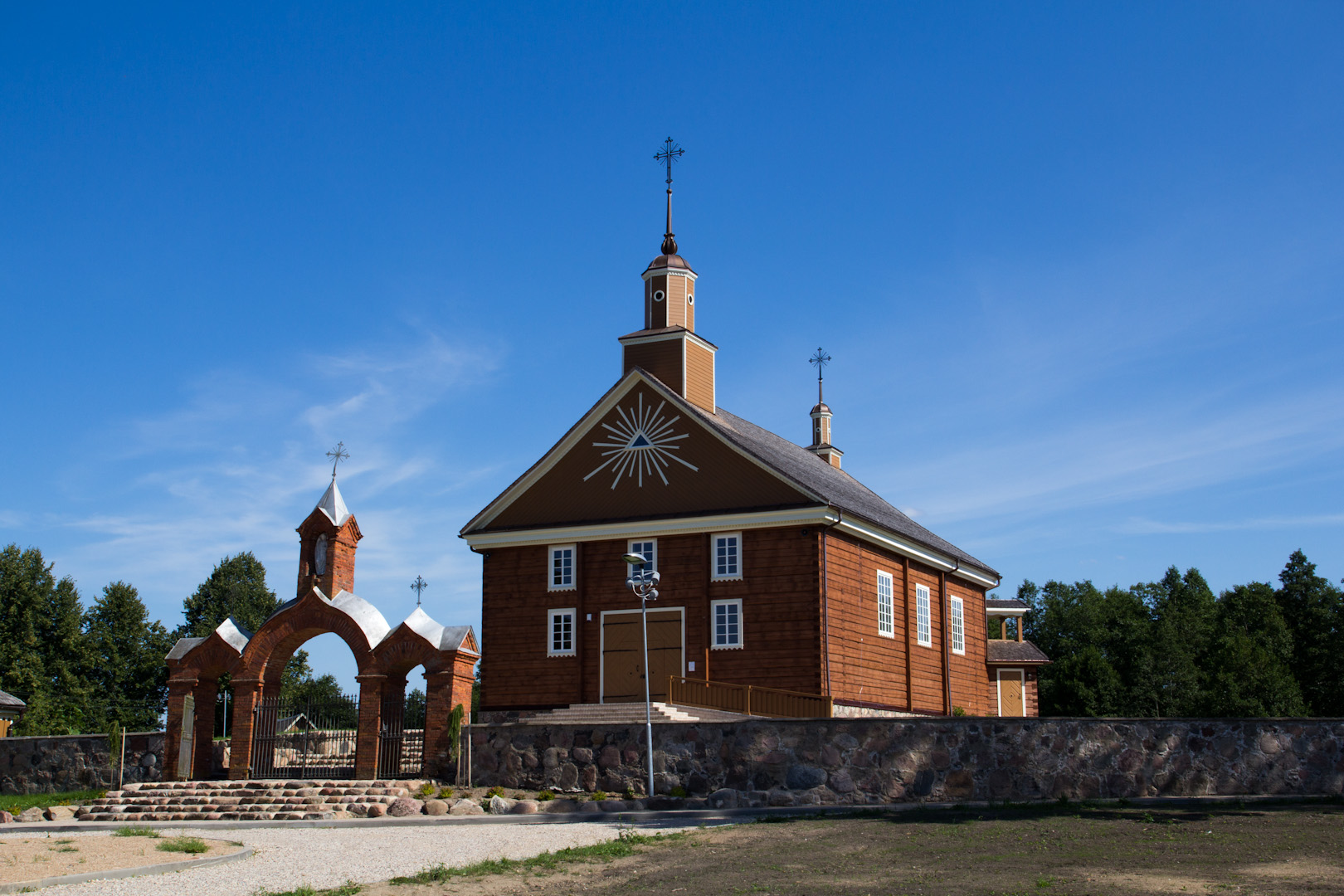
Labanoros Katholische Geburtskirche der Jungfrau Maria, erbaut von 1818 bis 1820, am 21. Dezember 2009 niedergebrannt, von 2010 bis 2011 rekonstruiert